# Nagybajcs, Győr-Moson-Sopron
Nagybajcs  este un sat în districtul Győr, județul Győr-Moson-Sopron, Ungaria, având o populație de 943 de locuitori (2011). 

## Demografie
Componența etnică a satului Nagybajcs
     Maghiari (98,35%)
     Germani (1,3%)
     Slovaci (0,35%)
Componența confesională a satului Nagybajcs
     Fără religie (4,35%)
     Reformați (2,33%)
     Necunoscută (91,94%)
     Alte religii (1,91%)
Conform recensământului din 2011, satul Nagybajcs avea 943 de locuitori. Din punct de vedere etnic, majoritatea locuitorilor (98,35%) erau maghiari, cu o minoritate de germani (1,3%). Nu există o religie majoritară, locuitorii fiind persoane fără religie (4,35%) și reformați (2,33%). Pentru 91,94% din locuitori nu este cunoscută apartenența confesională.